# Cornelis Gerardus Roos
Cornelis Gerardus Roos (Ouderkerk aan den IJssel, 5 maart 1886 – Bergen-Belsen, 31 mei 1945) was de burgemeester van Lekkerkerk van 1928 tot 1938. Zijn ambtsperiode werd gekenmerkt door levendigheid en veel activiteiten. Na zijn burgemeesterschap werd hij lid van Gedeputeerde Staten van Zuid-Holland.
Op 23 april 1944 werd hij tijdens een razzia door de Sicherheitspolizei gevangengenomen omdat hij niet voldoende Duitsgezind zou zijn. Dit oordeel zou voornamelijk het gevolg zijn van zijn optreden als secretaris-generaal van de Algemene Nederlandse Vereniging Het Groene Kruis. Hoewel de bewijzen flinterdun waren, werd hij vanwege zijn organisatietalent en overredingskracht alsmede overwicht op de bevolking, toch niet vrijgelaten. Na een verblijf in concentratiekamp Kamp Vught werd hij in augustus 1944 naar Sachsenhausen verplaatst. Van hieruit is hij nog verplaatst naar Bergen-Belsen. Waarschijnlijk is hij daar ook overleden. Op verzoek van burgemeester Van der Willigen is zijn overlijdensdatum in 1950 vastgesteld op 31 mei 1945, zodat zijn echtgenote een pensioen toegekend kon worden.
Een deel van de provinciale weg N210 is naar hem vernoemd. Dit vanwege zijn inspanningen bij de totstandkoming van deze weg in de Commissie van de Weg en Brug te Krimpen aan den IJssel.